# Playdate (spelcomputer)

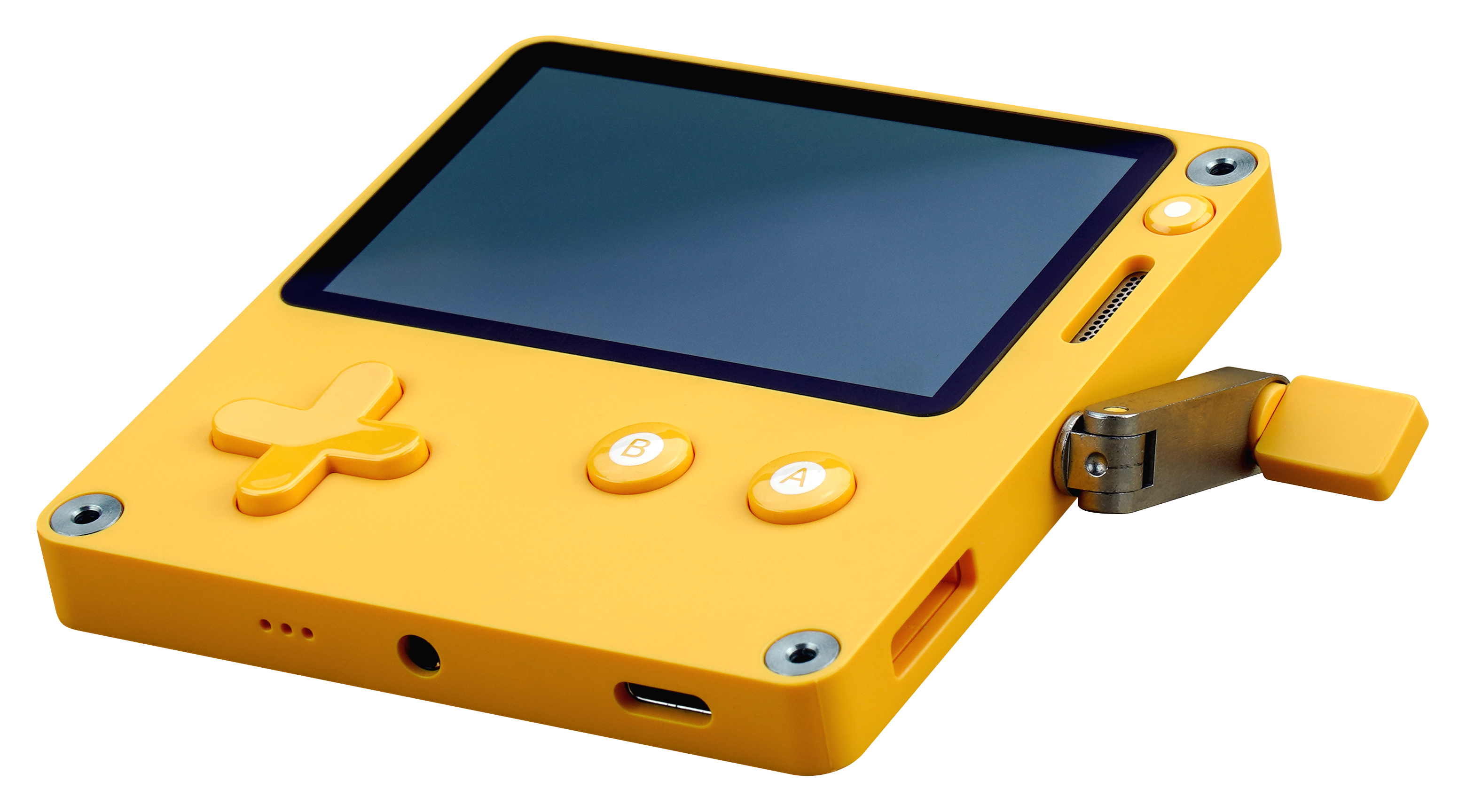
De spelcomputer

Playdate is een draagbare spelcomputer van het Amerikaanse bedrijf Panic Inc.

## Hardware
Het ontwerp van het apparaat is compact en vierkant, en de behuizing is afgewerkt met een gele kleur. Het scherm is een zogeheten 1-bits ‘memory lcd’ van Sharp en kan geen kleuren vertonen (zwart-wit). De Playdate beschikt over diverse bedieningsopties, waaronder een d-pad, twee knoppen (A en B), een opvouwbare, mechanische zwengel voor spellen die daar ondersteuning voor hebben, een slaapknop en menuknop. Het scherm lijkt visueel op e-paper en elk pixel behoudt zonder constante vernieuwing, wat zorgt voor snelle verversingssnelheden, lager energieverbruik en een breed kijkhoek van 170°. Intern draait de Playdate op twee microcontrollers: de STM32F746 met een ARM Cortex-M7F CPU geklokt op 168 MHz en 8 KB L1-cache, en de ESP32-D0WDQ6 voor Wi-Fi en Bluetooth-connectiviteit. Het apparaat heeft 4 GB eMMC-flashopslag voor games en systeemgegevens. Daarnaast beschikt de Playdate over ingebouwde Wi-Fi, een mono-luidspreker, een microfoon en een koptelefoon-/microfoonaansluiting. Hoewel de hardware geschikt is voor audio via Bluetooth, ondersteunt de huidige software deze functie anno 2025 niet.

## Verkoop
Playdate werd aangekondigd in mei 2019 en uitgebracht op 19 april 2022. De console werd oorspronkelijk aangeboden voor $179, maar de prijs werd verhoogd naar $199 op 7 april 2023 vanwege gestegen productiekosten. Panic Inc. heeft in april 2025 aangekondigd dat er in mei 2025 een tweede seizoen van games zal worden uitgebracht.
Anno 2025 zijn er sinds de lancering meer dan 70.000 Playdate-consoles verkocht.